# Danzones De Ayer Y Hoy
Danzones De Ayer Y Hoy è un album discografico doppio dell'Orquesta Aragón cubana, pubblicato nel 1979 dall'etichetta discografica Discuba.
L'Orquesta Aragón è considerata la creatrice del cha-cha-cha, che ancora oggi è la più raffinata tra le charangas. Il danzón, un ballo da sala del XIX secolo, era stata la base del cha-cha-cha. In questo album Aragón suona sia in uno stile classico, in particolare quello degli anni '50, che illustra la trasformazione dell'eleganza del danzón del vecchio mondo in qualcosa di più adatto alla metà del secolo scorso.
Lato A
1. Almendra– (E. Egues- A. Valdes)
2. Isora Club – (E. Egues- Coralia Lopez)
3. El Cadete Constitucional – (Rafael Lay)
4. Bodas De Oro - (Rafael Lay - Electo Rosell)
5. Cero Penas - (Richard Egues)
6. Osiris - (R. Lay - Enrique Jorrin)

Lato B
1. Angoa (Felix Reina, Liceo Del Pilar, E. Jorrín)
2. Liceo Del Pilar (Enrique Jorrín)
3. Union Cienfueguera (Enrique Jorrín, Mario, Nick Y Humberto)
4. Mario, Nick Y Humberto (Rafael Lay)
5. Tres Lindas Cubanas (R. Lay - Guillermo Castillo)
6. Que Bien Estamos (R. Lay)

Lato C
Tutti i brani sono di Daniel E. - Cádiz M.
1. La Gioconda
2. La Flauta Mágica
3. Fefita
4. Jóvenes Del Danubio -
5. Dulce Melodía Para Ti
6. El Sentimental -

Lato D
Tutti i brani sono di Daniel E. - Cádiz M.
1. Virgen De Regla
2. Los Tres Amigos
3. La Reina Isabel
4. Caimitillo Y Marañón
5. Avenida 486
6. La Chaucha